# 第14後方支援隊
第14後方支援隊（だいじゅうよんこうほうしえんたい、JGSDF 14th Logistic Support Troop）は、香川県善通寺市の善通寺駐屯地に隊本部が駐屯する第14旅団隷下の後方支援部隊である。

## 概要
隊長は、1等陸佐（三）が充てられ、隊本部を善通寺駐屯地に置き、徳島・松山・高知の3つの駐屯地に部隊の一部を配置している。補給・整備・輸送・衛生の各機能を通じて、第14旅団隷下部隊の後方支援業務（補給、整備、回収、輸送等の業務）および衛生の支援を実施を任務とするほか、災害派遣や民生協力、国際貢献活動も行っている。
2006年（平成18年）3月に第2混成団の第14旅団への改編に伴い、第2混成団後方支援中隊を改編し編成された。

## 沿革
- 2006年（平成18年）3月27日：第14後方支援隊が善通寺駐屯地に新編。

1. 第1整備中隊施設整備小隊（第14施設中隊を支援）を高知駐屯地に配置。
2. 第2整備中隊特科直接支援小隊（第14特科隊を支援）、第2整備中隊高射直接支援小隊（第14高射特科中隊を支援）を松山駐屯地に配置。
3. 第2整備中隊戦車直接支援小隊（第14戦車中隊を支援）を日本原駐屯地に配置。

- 2010年（平成22年）3月26日：第2普通科直接支援小隊（第50普通科連隊を支援）が善通寺駐屯地から高知駐屯地に移駐。
- 2012年（平成24年）3月26日：第1整備中隊施設整備小隊（第14施設隊を支援）が高知駐屯地から徳島駐屯地に移駐。
- 2018年（平成30年）3月27日：部隊改編。

1. 第2整備中隊特科直接支援小隊（松山駐屯地）を廃止し、第301特科直接支援隊（中部方面特科隊を支援）に改編して中部方面後方支援隊に編合。平素第14後方支援隊に隷属。
2. 第2整備中隊の第1普通科直接支援小隊（善通寺駐屯地）、戦車直接支援小隊（日本原駐屯地）を廃止し、即応機動直接支援中隊（第15即応機動連隊を支援）を善通寺駐屯地に新編。

## 部隊編成
特記ない限りは善通寺駐屯地内に所在している。
- 第14後方支援隊本部
- 第14後方支援隊本部付隊「14後支-本」
  - 隊本部
  - 通信班
- 第1整備中隊「14後支-1整」
  - 中隊本部
  - 火器車両整備小隊
  - 施設整備小隊（徳島駐屯地）：主とし第14施設隊の保有する車両、施設器材の整備を行うとともに、四国内に所在する陸上自衛隊の保有する施設器材の整備を担任[1]
  - 通信電子整備小隊：第14通信隊等を支援
  - 工作回収小隊

- 第2整備中隊「14後支-2整」
  - 中隊本部
  - 普通科直接支援小隊（高知駐屯地）：第50普通科連隊を支援
  - 高射直接支援小隊（松山駐屯地）：第14高射特科隊の保有する火器、車両、誘導武器、通信器材、施設器材の整備・回収支援を任務とする
  - 偵察直接支援小隊：第14偵察隊を支援
- 即応機動直接支援中隊「14後支-即機」：第15即応機動連隊を支援[2]
- 補給中隊「14後支-補」
  - 中隊本部班
  - 補給小隊
  - 業務小隊
- 輸送隊「14後支-輸」
  - 隊本部班
  - 第1輸送小隊
  - 第2輸送小隊
- 衛生隊「14後支-衛」
  - 隊本部班
  - 治療小隊
  - 救急車小隊

## 主要幹部
| 官職名           | 階級    | 氏名   | 補職発令日     | 前職                         |
| ---------------- | ------- | ------ | -------------- | ---------------------------- |
| 第14後方支援隊長 | 1等陸佐 | 渡邊修 | 2024年08月01日 | 中部方面総監部装備部装備課長 |

| 代 | 氏名     | 在職期間                        | 前職                                          | 後職                                                 |
| -- | -------- | ------------------------------- | --------------------------------------------- | ---------------------------------------------------- |
| 01 | 柳瀬勝   | 2006年03月27日 - 2008年07月31日 | 陸上幕僚監部装備部武器・化学課 車両班長       | 陸上自衛隊九州補給処装備計画部長                     |
| 02 | 早川昌男 | 2008年08月01日 - 2010年11月30日 | 北関東防衛局調達部装備第1課長                 | 装備施設本部調達企画課連絡調整官                     |
| 03 | 佐藤重樹 | 2010年12月01日 - 2012年07月31日 | 陸上自衛隊補給統制本部装備計画部 装備計画課長 | 陸上自衛隊関東補給処付                               |
| 04 | 足立哲彦 | 2012年08月01日 - 2014年03月22日 | 陸上自衛隊補給統制本部装備計画部 装備計画課長 | 近畿中部防衛局東海防衛支局次長                       |
| 05 | 神田敦   | 2014年03月23日 - 2016年07月31日 | 陸上自衛隊東北補給処装備計画部 計画課長       | 第10師団司令部第4部長                                |
| 06 | 古賀昭博 | 2016年08月01日 - 2019年03月22日 | 陸上自衛隊幹部学校学校教官                    | 陸上自衛隊関東補給処吉井弾薬支処長 兼 吉井分屯地司令 |
| 07 | 山本正已 | 2019年03月23日 - 2020年12月21日 | 陸上自衛隊武器学校研究部長                    | 防衛装備庁調達管理部調達企画課 連絡調整官            |
| 08 | 吉元雄一 | 2020年12月22日 - 2023年03月29日 | 陸上幕僚監部装備計画部 装備計画課勤務         | 中部方面総監部装備部後方運用課長                     |
| 09 | 佐藤欣央 | 2023年03月30日 - 2024年07月31日 | 陸上総隊司令部後方運用部装備課長              | 陸上自衛隊北海道補給処装備計画部 計画課長            |
| 10 | 渡邊修   | 2024年08月01日 -                | 中部方面総監部装備部装備課長                  |                                                      |

## 主要装備
- 1/2tトラック / 73式小型トラック
- 1 1/2tトラック / 73式中型トラック
- 3 1/2tトラック / 73式大型トラック
- 7tトラック / 74式特大型トラック
- 73式特大型セミトレーラ
- 重レッカ
- 中型セミトレーラ
- 重装輪回収車
- 3トン半水タンク車
- 3トン半燃料タンク車
- 3トン半航空用燃料タンク車
- 野外支援車
- 野外炊具
- 野外洗濯セット2型
- 野外入浴セット2型
- 浄水セット（車載型）
- 野外手術システム
- 1トン半救急車
- 89式5.56mm小銃
- 9mm拳銃
- 12.7mm重機関銃M2
- 91式携帯地対空誘導弾

## 廃止（改編）部隊
- 第14後方支援隊第2整備中隊第1普通科直接支援小隊：2006年（平成18年）3月27日から2018年（平成30年）3月26日の間。第14後方支援隊即応機動直接支援中隊へ改編。
- 第14後方支援隊第2整備中隊特科直接支援小隊：2006年（平成18年）3月27日から2018年（平成30年）3月26日廃止。中部方面後方支援隊第301特科直接支援隊へ改編。
- 第14後方支援隊第2整備中隊戦車直接支援小隊：2006年（平成18年）3月27日から2018年（平成30年）3月26日廃止。即応機動直接支援中隊に編入。